# Kwashiorkor
Kwashiorkor er navnet for underernæring med især protein, selvom kalorieindtaget er næsten normalt (kulhydrat). Tilstanden ses hovedsagelig hos børn især i den tredje verden. Typisk giver kwashiorkor den syge et afmagret udseende, hvor knoglerne tydeligt kan ses under huden, mens maven fremtræder udspilet; dette skyldes væskeophobning som følge af proteinmanglen.